# Pale Sun Crescent Moon
Pale Sun Crescent Moon — пятый студийный альбом канадской альт-кантри группы Cowboy Junkies, изданный в 1993 году. Последний студийный релиз, выпущенный на лейбле RCA Records.

## Список композиций
Все песни за исключением двух отмеченных написаны Майклом Тимминсом.
| №   | Название                             | Длительность |
| --- | ------------------------------------ | ------------ |
| 1.  | «Crescent Moon»                      | 5:02         |
| 2.  | «First Recollection»                 | 4:16         |
| 3.  | «Ring On the Sill»                   | 4:22         |
| 4.  | «Anniversary Song»                   | 3:11         |
| 5.  | «White Sail»                         | 3:45         |
| 6.  | «Seven Years»                        | 4:54         |
| 7.  | «Pale Sun»                           | 3:39         |
| 8.  | «The Post» (автор — J. Mascis)       | 4:40         |
| 9.  | «Cold Tea Blues»                     | 2:47         |
| 10. | «Hard To Explain» (автор — Ray Agee) | 4:37         |
| 11. | «Hunted»                             | 4:03         |
| 12. | «Floorboard Blues»                   | 2:04         |

## Участники записи
Участники группы
- Марго Тимминс[англ.] — вокал
- Майкл Тимминс — гитара
- Алан Энтон — бас-гитара
- Питер Тимминс — барабаны

Приглашённые музыканты
- Ken Myhr — гитара
- Richard Bell — фортепиано, орган
- Джефф Бёрд — губная гармоника, мандолина, перкуссия, 8-ми струнный бас